# Vrijheidsmonument Doetinchem
Het Vrijheidsmonument of Monument voor de Vrijheid, is een Nederlands oorlogsmonument dat centraal staat bij de Nationale Dodenherdenking op 4 mei, en Bevrijdingsdag op 5 mei in Doetinchem Het is gemaakt door Marius van Beek en herdenkt de bevrijding van Doetinchem op 1 en 2 april 1945 door de Canadese strijdkrachten. Het monument herdenkt bovendien ook de oorlog en bezetting in het algemeen.

## Geschiedenis
Onder leiding van majoor Mark Tennant, werd Doetinchem op 1 en 2 april 1945 bevrijd van de Duitse overheersing. Tijdens deze bevrijding zijn negen Canadese militairen om het leven gekomen. Ter ere van deze militairen staat er een gedenksteen bij het monument, met de namen en rangen van de overleden militairen. Het plantsoen waarop het monument staat heet het Mark Tennantplantsoen, vernoemd naar de Canadese majoor.
Op 4 mei 1982 werd het monument officieel onthuld door de toenmalige burgemeester Havermans.  Het beeld werd echter nog niet direct op het plantsoen geplaatst, dat gebeurde pas op 5 mei 1995. Het plantsoen werd in 2007 vormgegeven op de manier zoals het nu is, daarvoor was het een parkje.

## Ontwerp
Het monument is gemaakt door beeldhouwer Marius van Beek. Van Beek maakte tijdens de Tweede Wereldoorlog deel uit van het gewapende verzet. Ook is hij ondergedoken geweest bij beeldhouwer Pieter d’Hont in Utrecht. Zo kwam Van Beek in aanraking met beeldhouwen. D’Hont werd zelfs zijn leermeester.

### Vrijheidsmonument
Het monument is een 2,5 meter hoog bronzen beeld van twee rechtopstaande naar elkaar toewijzende handen. De handen zijn aan de polsen gebonden door een touw en het hele beeld is geplaatst in een ronde, kegelvormige mozaïek-vorm. Op het mozaïek staat de tekst: “Laat de vrijheid niet sterven.” 
Bij het monument zijn twee esdoorns geplant. Het Esdoornblad staat op de Canadese nationale vlag en staat daarmee dus symbool voor Canada.

### Gedenksteen
De gedenksteen is een omgekeerde kegelvorm waar de namen van de negen gestorven Canadese soldaten op staan. Het staat enkele meters van het monument vandaan. Het vermeldt de Bijbelpassage St. John XV, 13:
“Greater love hath no man than this, that a man lay down his life for his friends.”
(Er is voor een man geen grotere liefde, dan om voor zijn vrienden te sterven)
Verder staan er de jaartallen 1945, toen Doetinchem werd bevrijd door de Canadezen, en 1995, toen de gedenksteen werd geplaatst, erop met daaronder de tekst:
“Ter nagedachtenis aan de Canadese bevrijders die hier hun leven gaven.”

## Ceremoniële dodenherdenking
Het monument wordt tegenwoordig op 4 mei gebruikt als onderdeel van de ceremoniële dodenherdenking. De burgemeester spreekt eerst, waarna er dan twee minuten stilte in acht wordt genomen, gevolgd door kransleggingen. Op 5 mei wordt er op het plantsoen Bevrijdingsdag gevierd.